# Mahmood Falaki

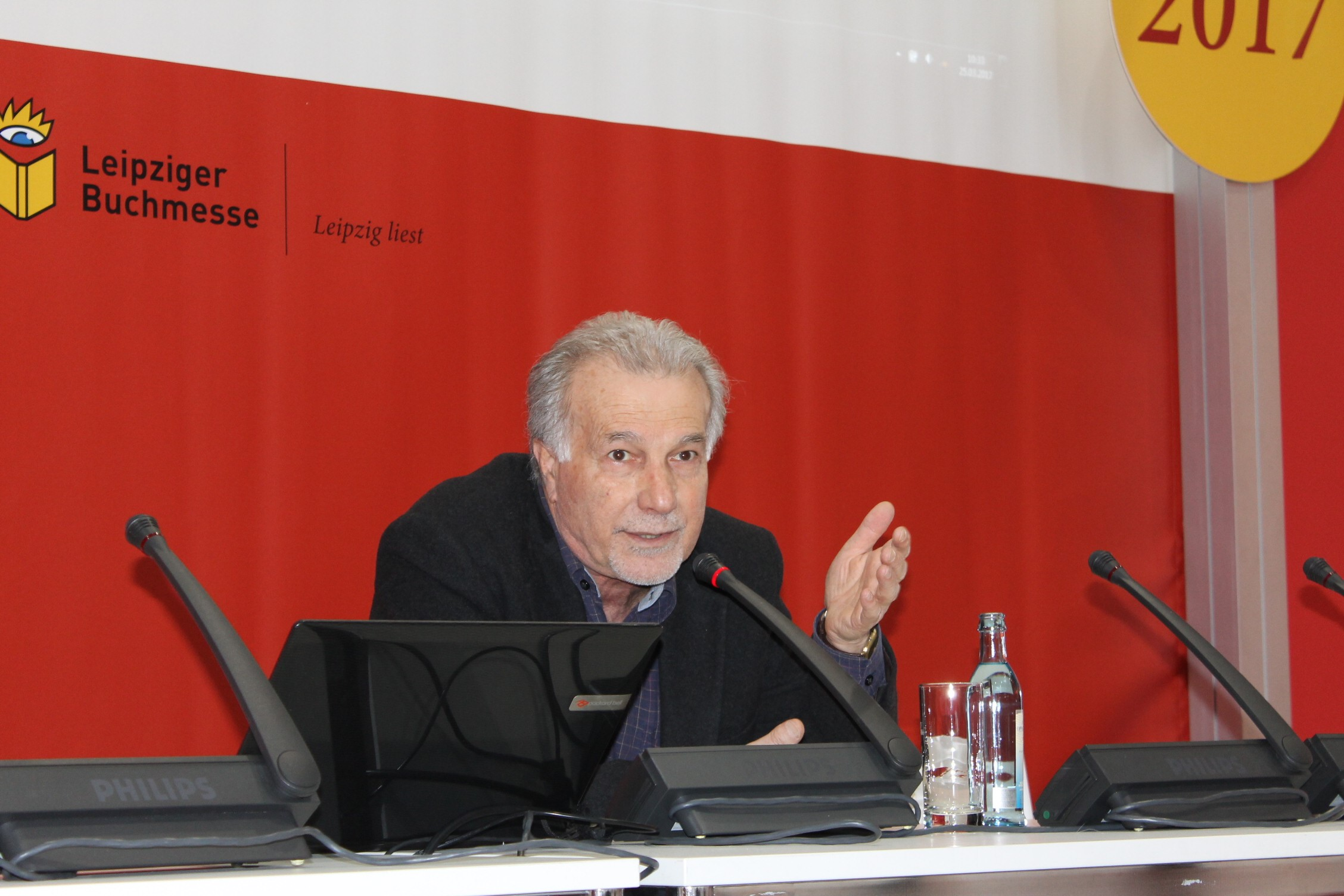
Mahmood Falaki bei der Leipziger Buchmesse (2017)

Mahmood Falaki (* 22. Mai 1951 in Ramsar, Nordpersien am Kaspischen Meer) ist ein iranischer Schriftsteller und Literaturwissenschaftler. Er lebt seit 1983 im deutschen Exil und schreibt auf Persisch und Deutsch.

## Leben und Werk
Falaki stammt aus einer iranischen Großgrundbesitzerfamilie und studierte Chemie und Bibliothekswissenschaft im Iran, dann Germanistik und Iranistik an der Universität Hamburg und promovierte mit dem Thema Goethe und Hafis zum Doktor phil. an der Universität Hamburg.
In der Schahzeit im Iran wurde er wegen seiner politisch-literarischen Aktivitäten zu drei Jahren Haft verurteilt. Nach der Revolution im Jahre 1979 und der Freilassung aus dem Gefängnis konnte er seinen ersten Gedichtband veröffentlichen. Nach der Übernahme der Herrschaft durch die Mullahs wurde die Fortsetzung seiner literarischen Arbeit zunehmend schwieriger. Im Iran arbeitete er zuletzt an der Freien Universität Irans. 1983 musste er schließlich das Land verlassen. Seitdem lebt er mit seiner Familie in Deutschland (ein Jahr in Andernach, zwei Jahre in Bonn, seit 1986 in Hamburg). 
Seine literarische Arbeit umfasst Lyrik, Erzählungen und Romane sowie literaturwissenschaftliche Arbeiten, wobei bisher 31 Bücher vorliegen. Er schreibt auf Persisch und Deutsch. Zu seinen Arbeiten gehört das Persisch-Sprachlehrbuch für Deutsche Wir sprechen Persisch in drei Bänden. Er arbeitete als Dozent für persische Sprache und Literatur. Einige von Falakis Gedichten wurden in fünf Sprachen übersetzt. Auf Einladung verschiedener Institutionen und Medien hielt er Lesungen, Vorträge und Interviews in vielen europäischen Ländern sowie in den USA, Kanada und Australien.

## Publikationen (Auswahl)
- Verirrt (Erzählungen 1995)[2]
- Lautloses Flüstern (Gedichtband 1995)[3]
- Die Schatten (Roman 2003)[4]
- Fremdheit in Kafkas Werken und Kafkas Wirkung auf die persische Literatur (Studie 2005)
- Klang aus Ferne und Felsen (Gedichtband 2008)[5]
- Carolas andere Tode (Roman 2009)[6]
- Ich bin Ausländer, und das ist auch gut so (Kurzgeschichten 2013)[7]
- Goethe und Hafis: Verstehen und Missverstehen in Wechselbeziehung deutscher und persischer Kultur. Berlin, Schiler Verlag 2013[8]
- Tödliche Fremde (Roman 2018)[9]
- Khayyams Weltsicht (Lyrik 2020)[10]
- Interview[11], Deutsches Exilarchiv 1933–1945 der Deutschen Nationalbibliothek, Künste im Exil
- Exilograph. Walter A. Berendsohn Forschungsstelle für deutsche Exilliteratur. Newslettertitel: Die Gegenwart des Exils. Zur Konjunktur von Exilerzählungen in der neueren Literatur.[12]
- Die Hemmende Rolle der Mystik bei der Entwicklung des Denkens im Iran (Studie, 3. Auflage 2024)[13]